# Johann Georg Jacobi
Johann Georg Jacobi (Düsseldorf, 2 settembre 1740 – Friburgo, 4 gennaio 1814) è stato un poeta tedesco.

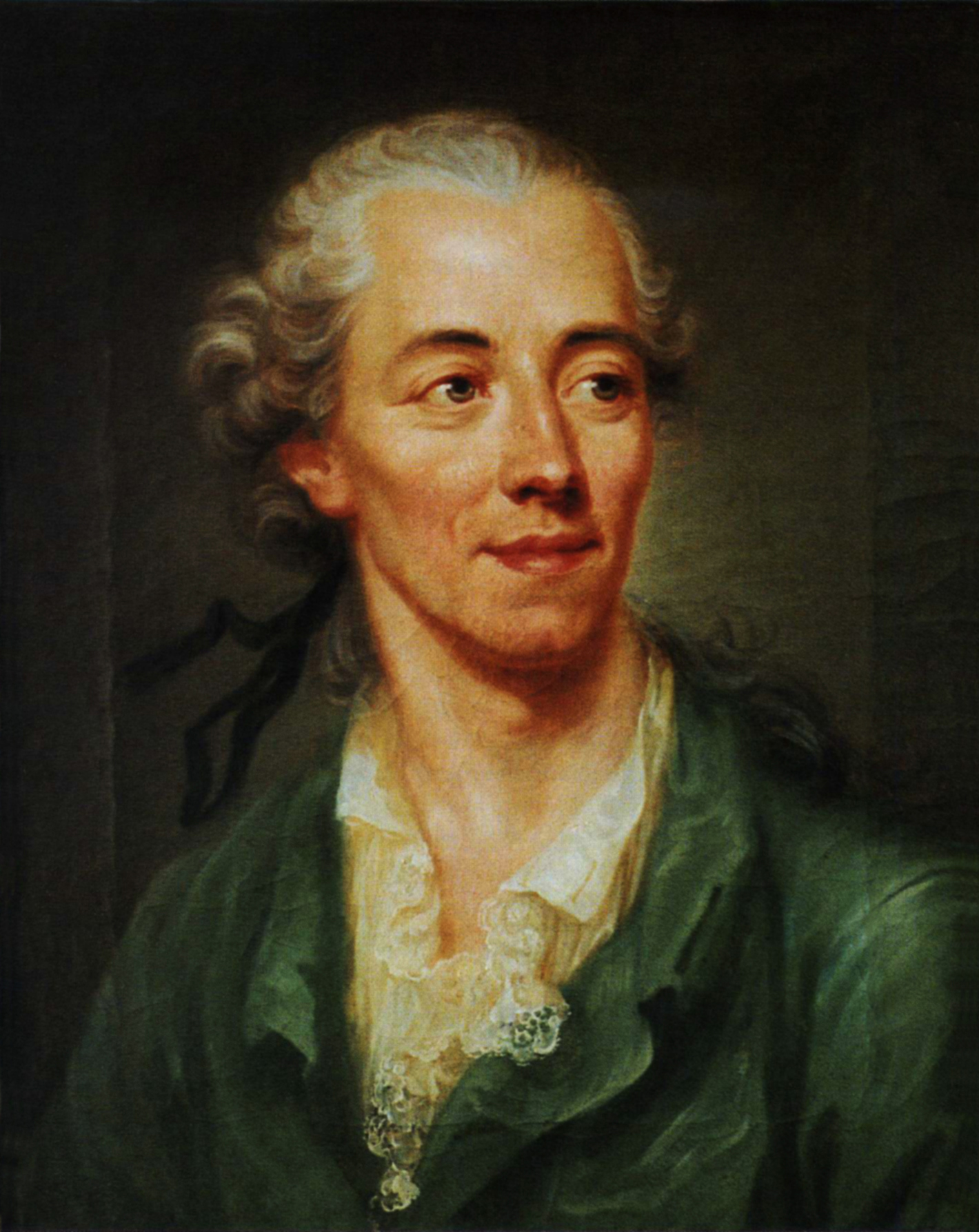
Johann Georg Jacobi

Nato a Düsseldorf in una ricca famiglia ebraica, è il fratello maggiore del filosofo Friedrich Heinrich Jacobi, studiò teologia a Gottinga e giurisprudenza a Helmstedt. Nel 1766 divenne professore di filosofia a Halle.
Nel 1784 divenne professore all'università di Friburgo.
Pubblicò raccolte di poesie anacreontiche (Saggi poetici, 1764) e collaborò a varie riviste, insieme a Wolfgang Goethe, Johann Gleim, Friedrich Klopstock e Johann Gottfried Herder.
Nel 1774 fondò la rivista Iris. 
Malato, si ritirò a vita privata a Friburgo in Brisgovia, dove morì nel 1814.